# Apollonivka, Solone
Apollonivka (în ucraineană Аполлонівка) este un sat în așezarea urbană Solone din raionul Solone, regiunea Dnipropetrovsk, Ucraina.

## Demografie
Componența lingvistică a localității Apollonivka
     Ucraineană (93,59%)
     Rusă (6,34%)
     Alte limbi (0,07%)
Conform recensământului din 2001, majoritatea populației localității Apollonivka era vorbitoare de ucraineană (93,59%), existând în minoritate și vorbitori de rusă (6,34%).